# HC Rosey Gstaad
Der HC Rosey Gstaad war ein Schweizer Eishockeyclub aus Gstaad, der in den 1920er Jahren zu den erfolgreichsten Klubs des Landes gehörte. Insgesamt gewann der Klub dreimal (1921, 1924 und 1925) die nationale Schweizer Meisterschaft sowie fünfmal die internationale Schweizer Meisterschaft (1919, 1920, 1921, 1925 und 1928).
Der Klub wurde 1908 aus dem Internat Le Rosey heraus gegründet und existierte bis 1964.
Mit der Gründung der Serie A 1933 zog sich der HC Rosey Gstaad in die zweite Spielklasse (Serie B) zurück und gewann deren Meisterschaft 1934.
Bekanntester Spieler des Vereins ist Louis Dufour, der für die Schweiz an den Olympischen Sommerspielen 1920 und den Winterspielen 1928 teilnahm. Zudem spielten Ernest Jacquet und Walter von Siebenthal an den Olympischen Winterspielen 1924.